# Skuggbräken
Skuggbräken (Polystichum braunii) är en växtart i familjen ormbunksväxter.